# Résistance à l'agression publicitaire
Résistance à l'agression publicitaire (RAP) est une association française de loi de 1901 créée le 20 juin 1992. Elle a une portée nationale et son objectif est de lutter contre les effets négatifs de la publicité. On compte parmi ses membres fondateurs René Macaire,  philosophe non-violent, François Brune – écrivain, auteur du Bonheur  conforme –, et Yvan Gradis. R.A.P. qui a  rassemblé toutes ces personnes (dont l'académicien Bertrand Poirot-Delpech), à partir de la revue Le Publiphobe et Laurent Galili ancien publicitaire,.

## Objectifs de l'association
L’association a pour objet principal de lutter contre les effets négatifs, directs et indirects, des activités publicitaires sur l’environnement et les citoyens.
En dénonçant les procédés publicitaires destinés à la mise en condition de la personne, elle se propose de combattre les nuisances qui  en résultent pour l’environnement (gaspillage des ressources, pollution paysagère et du cadre de vie, déchets, bruit…) et la société  (développement de la surconsommation, inégalités, obésité, violence…).

## Actions
L’association Résistance à l'agression publicitaire réalise des actions dans plusieurs domaines.
Elle publie régulièrement un journal, RAP@Toile, réalise une veille sur le système publicitaire, des pétitions, des manifestations, des communiqués et tout type d’action contre l’agression publicitaire. Elle a participé aux travaux sur le Grenelle du paysage dont elle dénonce (avec d'autres organisations) la non-prise en compte des propositions de la société civile à ce sujet.
Elle a notamment réalisé des campagnes :

### 2005 - 2010
- contre les publicités dans les boites aux lettres[5],[6]. Ainsi, elle a mené des actions symboliques de déversements de prospectus publicitaires sur la voie publique pour mettre en évidence le gaspillage occasionné[7] ;
- contre la publicité visant les plus jeunes à l’école[8]. Ainsi, elle a sollicité des conseils généraux et des conseils régionaux pour « Pas de Publicité Privée sur les murs  des collèges et des Lycées Publics » (de 2005 à 2008) : 113 conseils se sont engagés à refuser tout contrat avec des agences de publicité sur ce point ;
- sur l’affichage publicitaire. Notamment avec la campagne nommée « les justiciers de l'espace public », qui vise à mobiliser des citoyens pour faire appliquer la législation et/ou à inciter à légiférer contre les panneaux publicitaires illégaux ou considérés comme illégitimes. Elle a notamment réalisé une mallette juridique sur la pub et les moyens d’action[9] ;

### 2008
- « Pour des vélos libérés de la publicité », en réaction au  développement du système des vélos en libre service (VLS) gérés par des  afficheurs publicitaires et en échange de panneaux publicitaires supplémentaires[10] ;

### 2012
- de critiques de la dépendance des médias au système publicitaire. Ainsi, elle a lancé en 2012 un site internet nommé surfezcouvert.net[11]. Celui-ci propose des solutions pour naviguer sans publicité sur la toile.
- de consultation et d’information sur la position des politiques sur la publicité. Elle a ainsi noté les candidats à l’élection présidentielle de 2012 selon leur porosité à la publicité[12] ;
- d'analyse critique du système publicitaire avec la Nuit des Publiphobes en septembre 2012[13].

En 2015, RAP lance la Journée mondiale contre la pub qui a lieu le 25 mars. En novembre 2017, RAP manifeste contre l'ambition de la mairie de Paris de faire installer dans les rues de la ville des écrans numériques publicitaires (qui avaient été interdits en 2011 dans le Règlement local de publicité). JCDecaux menace par la suite RAP de dépôts de plaintes pour avoir divulgué des informations d'ordre confidentielle entre la régie publicitaire et la mairie de Paris.

## Collaborations
Résistance à l’Agression Publicitaire a travaillé avec plusieurs associations et collectifs tels que Casseurs de pub, le collectif des Déboulonneurs, Paysages de France, Agir pour l’environnement. Certaines collaborations se sont accentuées en 2009 au sein du Conseil national du paysage afin de réviser la loi sur l'affichage.

## Filmographie
- Pourrier, 30 minutes, film de Suzanne Körösi[17].